# Мария Тодорова
Проф. Мария Николаева Тодорова (на английски: Maria Todorova) е българска и американска историчка балканистка, със световна научна известност. Специалист по нова история на Източна и Югоизточна Европа, Османската империя и история на национализма.
Издадената през 1997 г. нейна книга „Imagining the Balkans“ (с български превод: Балкани. Балканизъм, 1999/2004) е определяна като „истинско събитие“ за учените занимаващи се с история на Балканите и Източна Европа.

## Биография
Мария Тодорва е родена на 5 януари 1949 г. в българската столица София, в семейството на Анна Тодорова (Върбанова) и историка и политик Николай Тодоров. Завършва специалност история в Софийския университет, след което се отдава на преподавателска кариера. Първоначално работи в родния си университет. След като се мести да живее в САЩ започва да преподава във Флоридския университет. Понастоящем е професор по нова история на Източна и Югоизточна Европа в Илинoйския университет. Като гост-професор води лекции в Харвардския университет, Университета „Райс“, Мерилендския университет, Калифорнийския университет „Ървайн“, Грацкия университет (Австрия), Босфорски университет (Турция) и Европейския университетски институт (Италия).

### Български период
- Подбрани извори за историята на балканските народи XV-XIX век, Изд. „Наука и изкуство“. София, 1977, 460 с.
- Англия, Русия и танзиматът, Изд. „Наука и изкуство“. София, 1980, 208 с.
- Историци за историята, Т. 1, УИ „Св. Климент Охридски“. София, 1985, 440 с.

### Американски период
- Imagining the Balkans, Изд. „Oxford University Press“. Oxford, 1997, 2009.
  - Балкани. Балканизъм, С., Фондация „Българска наука и култура“. 1999, 590 с. ISBN 954-90134-9-9 (превод от английски Павлина Йосифова-Хеберле)
  - Балкани. Балканизъм, УИ „Св. Климент Охридски“. София, 2004, 404 с. ISBN 954-90134-9-9
- Balkan Identities: Nation and Memory, Изд. „Hurst& Company“. London, 2004, 376 p. ISBN 1-85065-715-7
- Balkan Family Structure and the European Pattern. Demographic Developments in Ottoman Bulgaria, Изд. „Central European University Press“, 2006. 249 p. ISBN 963-7326-45-6
- Remembering Communism: Genres of Representation, Изд. „Columbia University Press“. New York, 2009.
- Bones of Contention: The Living Archive of Vasil Levski and the Making of Bulgaria's National Hero, Изд. „Central European University Press“. Budapest – New York, 2009. 600 p. ISBN 963-9776-24-6
  - Живият архив на Васил Левски и създаването на един национален герой, Изд. Парадигма. София, 2009, 510 с. ISBN 978-954-326-094-2 (превод от английски Димана Илиева)
- България, Балканите, светът: идеи, процеси, събития, Изд. „Просвета“. София, 2010. 464 с. ISВN 9789540122649 (сборник със статии)